# Аутокуннилингус
Аутокуннили́нгус (греч. αὐτός — делающий сам, производимый самим; лат. cunnus — наружные женские половые органы + лат. lingo — лизать) — форма орального секса, сексуальное возбуждение женщины путём воздействия на собственный клитор и вульву собственными губами, языком или зубами. Является разновидностью куннилингуса и мастурбации, женским эквивалентом аутофелляции.

## Сексуальная практика
Для совершения данного акта требуется склонность к высокой степени гибкости, фактически возможной только при конторсии.
В отличие от аутофелляции, аутокуннилингус никогда не был документально зафиксирован и известен лишь в теории, из встречающихся в реальности привычек женщин наиболее похожа на аутофелляцию привычка сосать свою грудь.
На январь 2015 года в базе данных Национальной библиотеки медицины США PubMed не содержится данных об аутокуннилингусе.
Акт считается трудновоспроизводимым и травмоопасным для человека.
В природе аутокуннилингус зарегистрирован лишь у некоторых приматов, собак и гиен.

## Отражения в культуре
В культуре известно несколько проявлений. В частности, Иоганн Вольфганг фон Гёте в стихотворении «Исполнение» (нем. Besorgung) из сборника «Венецианские эпиграммы» представил героиню Беттину достаточно гибкой, дабы исполнять аутокуннилингус. Известная феминистка Камилла Палья сравнила картину аутокуннилингуса с гравюрами Уильяма Блейка, изображающими «солипсически искажённые фигуры».